# 벨라루스 농민 노동자 연맹
벨라루스 농민 노동자 연맹(벨라루스어: Беларуская Сялянска-Работніцкая Грамада 벨라루스카야 샬랸스카라보트니츠카야 흐라마다, 폴란드어: Białoruska Włościańsko-Robotnicza Hromada 비아워루스카 브워시치안스코-로보트니차 흐로마다[*]), 또는 약칭으로 흐라마다(벨라루스어: Грамада)는 1925년 폴란드 하원의 벨라루스인 의원 브라니슬라우 타라슈케비치, 시몬 라크미하일로우스키, 표트라 먀틀라, 파벨 발로신이 창당한 사회주의 정당으로, 소련으로부터 물품 지원을, 코민테른 전반으로부터 재정적 지원을 받았다.

## 이념
흐라마다의 주요 주장은 다음과 같았다.
- 폴란드 내 서벨라루스의 민주적 자치
- 1일 8시간 노동
- 폴란드 내 제2공용어로 벨라루스어 인정
- 오사드니크를 통한 "벨라루스 식민지화" 취소
- 지주의 토지 몰수를 통한 농민에게로의 농지 분배

또한, 서벨라루스와 동벨라루스의 벨라루스인을 모아 하나의 소비에트 국가로 연합하자는 목표 또한 있었다.

## 배경

전간기 흐라마다 등 여러 벨라루스 조직에서 사용한 벨라루스의 기.

흐라마다는 1925년 7월 법적으로 설립되었다. 흐라마다의 지도층은 20세기 초 벨라루스 해방 운동의 주요 인물들이었다. 특히 시몬 라크미하일로우스키는 벨라루스 인민공화국의 고위 외교관이었으며, 브라니슬라우 타라슈케비치는 현대 벨라루스어 문법을 처음으로 정리한 사람이다.
폴란드 정부는 1926년 말 불법화된 서벨라루스 공산당과의 정책 연관성을 이유로 흐라마다를 탄압하기 시작했다. 폴란드 내 벨라루스 매체는 정부의 압력 증가와 검열을 받았다.

## 당원 및 구성

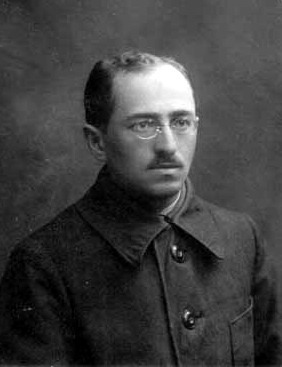
흐라마다의 지도층 중 한 명인 브라니슬라우 타라슈케비치.

흐라마다의 당원은 빠르게 증가하여, 어떤 경우는 벨라루스 마을 전체가 당원이 된 경우도 있었다. 1926년 11월 흐라마다의 당원은 약 12만 명으로, 현재까지도 벨라루스 역사상 가장 큰 정당으로 남아 있으며, 당대 기준으로도 거대한 사회 혁명 조직이었다.
흐라마다는 노보그루데크의 포비아트 중 바라나비치, 비엘스크 포들라스키, 발로진, 보우코비스크, 빌레이카, 빌노, 흐로드나, 지스나, 코사바. 리다. 말라제치나, 나바흐루다크, 포스타비, 핀스크. 슬로님, 스토우프체, 소쿠카에 당사가 있었다.
흐라마다는 정치 이외에도 문화와 사업에 대한 정기 간행물을 다수 출판했다. 흐라마다가 출판한 간행물은 1927년 초 기준 1만 부 넘게 유통되고 있었다.

## 극단화 및 해체
시간이 흐를수록 서벨라루스(크레시)의 폴란드화와 폴란드 중앙 정부의 민족주의적 정책으로 인해, 벨라루스 해방 운동은 소련과 공산주의 이념 쪽으로 기울어지고 있었다. 소련은 흐라마다를 상당히 장악하였고, 폴란드 내 벨라루스 해방 운동이 공산주의 성격을 띄게금 하였다. 벨라루스 내 폴란드 매체에 따르면 흐라마다는 소련으로부터 물질적인 지원을 넘어 물리적인 지원을, 또 코민테른 전반에서 경제적인 지원을 받았다.
흐라마다와 불법화된 서벨라루스 공산당의 관계를 폴란드 정부가 결국 밝혀냈으며, 1927년 1월 15일 흐라마다의 지도층 다수는 반폴란드 활동을 명목으로 체포되었다. 이어진 재판은 "56명의 재판"(벨라루스어: Працэс 56-ці)이라고 불린다. 브라니슬라우 타라슈케비치, 시몬 라크미하일로우스키, 표트라 먀틀라, 파벨 발로신 등 지도층은 징역 12년형이 선고되었다. 1930년(시몬 라크미하일로우스키, 표트라 먀틀라, 파벨 발로신)과 1933년(브라니슬라우 타라슈케비치)에 소련에서 잡힌 정치범과의 교환 형식으로 폴란드 정부는 이들을 소련으로 넘겼으며, 몇 년 후 모두 소련 정부에서 "폴란드의 간첩"이라는 죄목으로 죽거나 굴라그로 보내졌다.

흐라마다 불법화 이후, 1927년 2월 3일 소련의 지원을 받아 코사바에서 폴동이 발생했다. 폴란드 경찰은 강경 대응하여, 6명이 사망하였으며 수십 명 가량이 상해를 입었다.

## 역사적 평가와 반론
역사가 안드레 사브첸코에 따르면, 1927년 흐라마다는 실질적으로 모스크바에서 파견된 요원들이 통제하고 있었으며, 목표는 저항군 모집과 지역 불안정화였다. 폴란드 매체에 따르면, 흐라마다는 소련이 폴란드에 침투하게끔 해 주는 덮개로 변하였다. 사브첸코는 흐라마다는 이론상으로만 벨라루스의 독립을 주장했으며, 실질적으로는 문화적으로 벨라루스에 속하는 당을 소련으로 옮겨 다시금 폴란드를 분할하는 것이 목적이었다고 말했다. 러시아 요원들은 벨라루스인을 폴란드 내 정치에 속하지 못하도록 고립시켰으며, 흐라마다는 이에 이어 모스크바에서 제안한 그대로, 코민테른의 선전물을 다발적으로 배포하여, 흐라마다가 급격하게 성장할 수 있었다. 1927년 3월 기준 당원 수는 12만에 달했으나, 공산당의 당원 수는 몇 천 정도밖에 감소하지 않았다.
벨라루스에서는 정부와 반대파 모두 흐라마다를 긍정적으로 평가하고 있다. 당대 흐라마다는 전간기 폴란드에서 이루어졌던 강한 차별에 대항하여 서벨라루스 지역에서 일어난 대규모 민주 정당으로 평가되며, 흐라마다가 폴란드 정부와 스탈린 치하 소련 모두에게 박해받았다는 점도 주목받고 있다.

## 주요 당원
- 브라니슬라우 타라슈케비치: 언어학자, 작가, 1938년 소련에 의해 숙청됨
- 시몬 라크미하일로우스키: 벨라루스 인민공화국의 외교관, 1938년 소련에 의해 숙청됨
- 미하스 마샤라: 작가 및 시인
- 표트라 먀틀라: 굴라그 10년형 복역 중 사망
- 리호르 시르마: 작곡가 및 음악가
- 파벨 발로신: 1937년 소련에 의해 숙청됨
- 조스카 베라스: 작가 및 시인, 벨라루스 인민공화국 라다의 구성원, 제1차 전벨라루스 대회의 사절
- 라다슬라우 아스트로우스키: 이후 벨라루스 중앙 라다의 대표, 미국 내 벨라루스인 공동체 회원

## 같이 보기
- 서벨라루스 공산당
- 벨라루스 사회민주당 (의회)